# Les Guetteurs (film)
Ne doit pas être confondu avec Watchers ou Les Guetteurs.
Pour les articles homonymes, voir The Watcher.
Pour plus de détails, voir Fiche technique et Distribution.
Les Guetteurs (The Watchers) est un film américain réalisé par Ishana Night Shyamalan et sorti en 2024. Il s'agit de son premier long métrage et de l'adaptation du roman The Watchers d'A. M. Shine.

## Synopsis
Mina est une Américaine travaillant dans une animalerie en Irlande. Ayant du mal à accepter la mort de sa mère, elle s'est séparée de sa sœur jumelle. Alors que son patron lui demande de lui livrer un oiseau précieux, une conure dorée, sa voiture tombe en panne. Mina se retrouve alors bloquée dans une vaste forêt qui n'apparaît sur aucune carte du monde. Après avoir entendu des bruits inhabituels ainsi que le cri d'une femme, elle court dans la forêt jusqu'à un bâtiment aux allures de bunker, surnommé « Le Poulailler ». Elle y rencontre trois occupants, Kiara, Madeline et  Daniel. Madeline explique qu'un groupe mystérieux appelé « les guetteurs » observe le groupe à travers le miroir du Poulailler chaque nuit.

## Fiche technique
Sauf indication contraire, les informations mentionnées dans cette section peuvent être confirmées par la base de données cinématographiques IMDb,  présente dans la section « Liens externes ».
- Titre original : The Watchers
- Titre français : Les Guetteurs
- Réalisation : Ishana Night Shyamalan
- Scénario : Ishana Night Shyamalan, d'après le roman The Watchers d'A. M. Shine
- Musique : Abel Korzeniowski
- Direction artistique : Gary McGinty, Nenazoma McNamee, Gavin Murphy et Nigel Pollock
- Décors :  Ferdia Murphy
- Costumes : Frank Gallacher
- Photographie : Eli Arenson
- Montage : Job ter Burg
- Production : Nimitt Mankad, Ashwin Rajan et M. Night Shyamalan
- Production déléguée : Stephen Dembitzer et Jo Homewood
- Coproduction : Shuni Chopra Dhar, Ed Guiney, Celia Khong, Andrew Lowe, Jeff Robinson et Grace Winters
- Sociétés de production : Blinding Edge Pictures, Inimitable Pictures et New Line Cinema
- Société de distribution : Warner Bros. Pictures (États-Unis, France, Québec)
- Pays de production :  États-Unis
- Langue originale : anglais
- Format : couleur – 1,85:1 – son Dolby Digital
- Genre : fantastique, horreur, thriller
- Durée : 102 minutes
- Dates de sortie[1] :
  - États-Unis, Québec : 7 juin 2024
  - Belgique, France : 12 juin 2024
- Classification[2] :
  - États-Unis : PG-13 (les enfants de moins de 13 ans doivent être accompagnées d'un adulte - Accord parental)

## Distribution
- Dakota Fanning (VF : Camille Donda ; VQ : Claudia-Laurie Corbeil) : Mina
- Olwen Fouéré (VF : Véronique Augereau ; VQ : Diane Arcand) : Madeline
- Georgina Campbell (VF : Déborah Claude ; VQ : Sofia Blondin) : Ciara
- Oliver Finnegan (en) (VF : Anthony Carter ; VQ : Philippe Vanasse-Paquet) : Daniel
- Alistair Brammer (VF : Gilduin Tissier ; VQ : David Strasbourg) : John
- John Lynch (VF : Jean Barney ; VQ : Patrick Chouinard) : le professeur
- Siobhan Hewlett (en) (VQ : Éveline Gélinas) : la mère de Mina

 Source et légende : version française (VF) sur RS Doublage et carton du doublage français ; version québécoise (VQ) sur Doublage.qc.ca

## Production

### Développement
En février 2023, il est annoncé que New Line Cinema va produire The Watchers, écrit et réalisé par Ishana Night Shyamalan, la fille de M. Night Shyamalan, qui fait ses débuts de réalisatrice.

### Attribution des rôles
En avril 2023, la présence des actrices Dakota Fanning et Georgina Campbell est confirmée,.

### Tournage
Le tournage a lieu, entre juillet et septembre 2023, à Dublin, Wicklow et Galway,. En ce même juillet, la production obtient l'autorisation de poursuivre le tournage malgré la grève SAG-AFTRA.